# Auguste Carlone
Pour les articles homonymes, voir Carlone.
 (septembre 2023).
Si vous disposez d'ouvrages ou d'articles de référence ou si vous connaissez des sites web de qualité traitant du thème abordé ici, merci de compléter l'article en donnant les références utiles à sa vérifiabilité et en les liant à la section « Notes et références ».
 (septembre 2023).
La mise en forme du texte ne suit pas les recommandations de Wikipédia : il faut le « wikifier ».
Les points d'amélioration suivants sont les cas les plus fréquents. Le détail des points à revoir est peut-être précisé sur la page de discussion.
- Les titres sont pré-formatés par le logiciel. Ils ne sont ni en capitales, ni en gras.
- Le texte ne doit pas être écrit en capitales (les noms de famille non plus), ni en gras, ni en italique, ni en « petit »…
- Le gras n'est utilisé que pour surligner le titre de l'article dans l'introduction, une seule fois.
- L'italique est rarement utilisé : mots en langue étrangère, titres d'œuvres, noms de bateaux, etc.
- Les citations ne sont pas en italique mais en corps de texte normal. Elles sont entourées par des guillemets français : « et ».
- Les listes à puces sont à éviter, des paragraphes rédigés étant largement préférés. Les tableaux sont à réserver à la présentation de données structurées (résultats, etc.).
- Les appels de note de bas de page (petits chiffres en exposant, introduits par l'outil «  Source ») sont à placer entre la fin de phrase et le point final[comme ça].
- Les liens internes (vers d'autres articles de Wikipédia) sont à choisir avec parcimonie. Créez des liens vers des articles approfondissant le sujet. Les termes génériques sans rapport avec le sujet sont à éviter, ainsi que les répétitions de liens vers un même terme.
- Les liens externes sont à placer uniquement dans une section « Liens externes », à la fin de l'article. Ces liens sont à choisir avec parcimonie suivant les règles définies. Si un lien sert de source à l'article, son insertion dans le texte est à faire par les notes de bas de page.
- La présentation des références doit suivre les conventions bibliographiques. Il est recommandé d'utiliser les modèles {{Ouvrage}}, {{Chapitre}}, {{Article}}, {{Lien web}} et/ou {{Bibliographie}}. Le mode d'édition visuel peut mettre en forme automatiquement les références.
- Insérer une infobox (cadre d'informations à droite) n'est pas obligatoire pour parachever la mise en page.

Pour une aide détaillée, merci de consulter Aide:Wikification.
Si vous pensez que ces points ont été résolus, vous pouvez retirer ce bandeau et améliorer la mise en forme d'un autre article.
Auguste Carlone de son nom complet, Pierre-François-Augustin-Théophile Carlone, né le 11 octobre 1812 à Nice (Alpes-Maritimes) et mort le 11 mars 1873 dans sa ville natale, est un écrivain, historien, journaliste, homme politique, artiste français, archéologue amateur. Il a été un partisan du rattachement de Nice à la France par le biais de son engagement politique et journalistique.
En parallèle de son activité politique, Auguste Carlone développe une passion pour les arts, qu’il met en pratique au moyen de croquis de paysages ou d’architecture mais également de personnages. À cela s’ajoute un vif intérêt pour l’histoire ou encore l’archéologie locale.

## Enfance et éducation
Pierre-François-Augustin-Théophile Carlone naît le 11 octobre 1812 au sein de la maison paternelle situé dans le quartier Sobborgo. Il est le fils d’Étienne Carlone et d’Adélaïde Coppon. Il a deux sœurs, Eugénie et Agathe ainsi qu’un frère nommé Hippolyte. Issu d’un milieu aisé de la haute bourgeoisie locale établit depuis la Révolution française dont son grand-père, Jean-Pierre Carlone prit activement part. Son père, Étienne Carlone (1775-1847) est natif de Nice, travaillant dans le commerce et ayant repris les affaires familiales déjà implantées. De ce fait, il ouvre une banque sur la place Garibaldi qui se nomme Étienne Carlone & Compagnie. Cette dernière connut un certain succès au fil du temps. En outre, il a eu un certain rôle dans l’administration ainsi il fut membre du Comité des subsistances. De plus, il contribua au financement de la construction d’un lazaret pour sauver la population niçoise d’une épidémie au cours de l’année 1819.
En ce qui concerne l’éducation d’Auguste Carlone, elle fut entièrement française et débute en 1821, le petit Augustin âgé de neuf ans était pensionnaire au Petit Séminaire de Vence (dans l’ouvrage Éléments de politesse et de bienséance). Selon son ami François Brun, il fit ses études au collège de Tournon où il fut reçu bachelier en lettres. Par la suite, Auguste Carlone séjourna à Paris afin d’y étudier le droit. Néanmoins, cela ne fut pas une réussite.

## Journaliste et homme politique engagé
En 1848, en pleine révolution, Auguste Carlone décide de créer avec un groupe d’amis un journal niçois rédigé entièrement en langue française, L’Écho des Alpes-Maritimes dont le premier numéro paraît le 16 janvier de cette année. Les buts de ce journal étaient avant tout d’intérêt local portant sur les franchises de la ville de Nice notamment sur son port franc contre le pouvoir sarde entre autres. Malgré les attaques acérées du journal envers le pouvoir sarde, le journaliste obtient une place au conseil municipal en 1849 et devient vice-syndic le 7 février de cette même année et ce jusqu’en 1860. En effet, l’engagement politique n’est pas sans lien avec le journalisme. Au moyen de son journal, Auguste Carlone met en exergue sa lutte pour le rattachement de Nice à la France ainsi que les intérêts du comté. Cependant, la revue cesse de paraître en août 1850 après de nombreuses accusations de la part du pouvoir sarde.  Dès l’abord, le journal renaît sous le nom L’Avenir de Nice. La destinée qu’Auguste Carlone souhaite pour sa ville natale est bien celle du rattachement de cette dernière à la France et c’est ainsi que sa nouvelle revue se radicalise avec des positions pro-françaises et par conséquent le gouvernement sarde est sous le feu des critiques acerbes de la revue. En mai 1851, les critiques se mêlent aux actes, Carlone prenant une part active aux protestations concernant la suppression du port-franc. Cet acte fut réprimandé par le gouvernement piémontais et le journaliste dut fuir et traverser le Var pour se réfugier à Grasse. Sa prise de position en faveur du rattachement de Nice à la France fut couronnée de succès puisqu’en 1860, à l’annexion du comté de Nice par la France, la mission dont il s’était assigné se trouve terminée. De ce fait, il laisse de côté le journalisme ainsi que la politique pour se consacrer avec passion à la recherche érudite de même qu’à la joie de l’art. À la fin de sa vie, son engagement politique n’est plus le même qu’à ses débuts, il est désormais plutôt représentatif. Ainsi, il devient consul de Suède et de Norvège. Son engagement politique sans fin et ses activités publiques sont récompensés à la fin de sa vie avec l’obtention de la Légion d’honneur de même que de l’ordre de Vasa.

## Historien
Peu de temps après le rattachement du comté de Nice à la France, Auguste Carlone décide en 1861 de créer la Société des lettres, sciences et arts, comptant parmi celle-ci un groupe de lettrés dont Xavier Eyma, Léon Pilatte ou encore Montolivo, bibliothécaire de la ville. Outre cet aspect, Auguste Carlone a écrit plusieurs ouvrages sur l’histoire de Nice ou sur le département notamment :
- Un charivari à Nice. Chronique historique de l’an 1600. Nice, Imprimerie Canis frères, rue de la Caserne, 1853. Un volume in-8° de 327 pages.

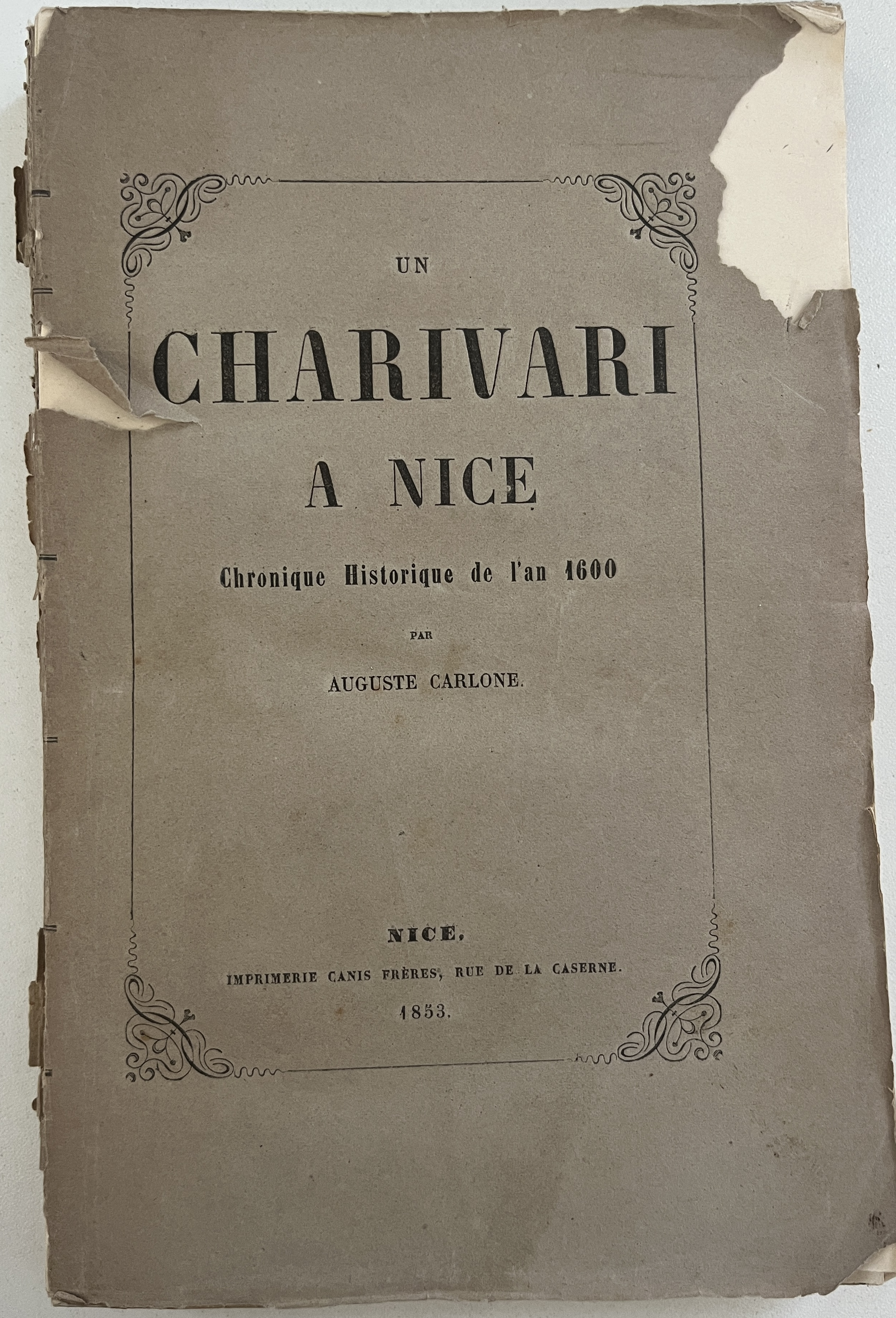
Auguste Carlone, Un charivari à Nice. Chronique historique de l’an 1600. 1853, bibliothèque patrimoniale Romain-Gary, Nice, cote FR.B.12431

Ce roman historique retrace avec une certaine fidélité, les coutumes de cette époque. Auguste Carlone dépeint la vie sociale et politique d’antan. Au travers de cette description de la ville et de ses mœurs, une histoire d’amour se dessine en filigrane.
- Études historiques sur les grandes familles des Alpes-Maritimes
- Études sur la monnaie de l’abbaye de Lérins
- Mémoire sur les Trophées d’Auguste à la Turbie
- De Nice au Var
- Dictionnaire topographique du Département des Alpes-Maritimes[3]

## Écrivain
Tout au long de sa vie, Auguste Carlone a été un auteur prolifique. En effet, il n’a cessé de rédiger dès que l’occasion se présentait à lui, à des moments charnières de l’histoire tels que la suppression du port franc ou encore le rattachement du comté de Nice. Outre la rédaction d’ouvrages historiques, il met par écrit dans plusieurs carnets de voyage rédigés entre 1832 et 1865, ses pensées et ses ressentis lors d’excursions notamment avec le récit de son voyage en Italie rédigé le 30 septembre 1832 ou encore le journal de sa jeunesse Pensieri, modi e morbi giovenili, rédigé avec quelques passages en italien et en anglais.

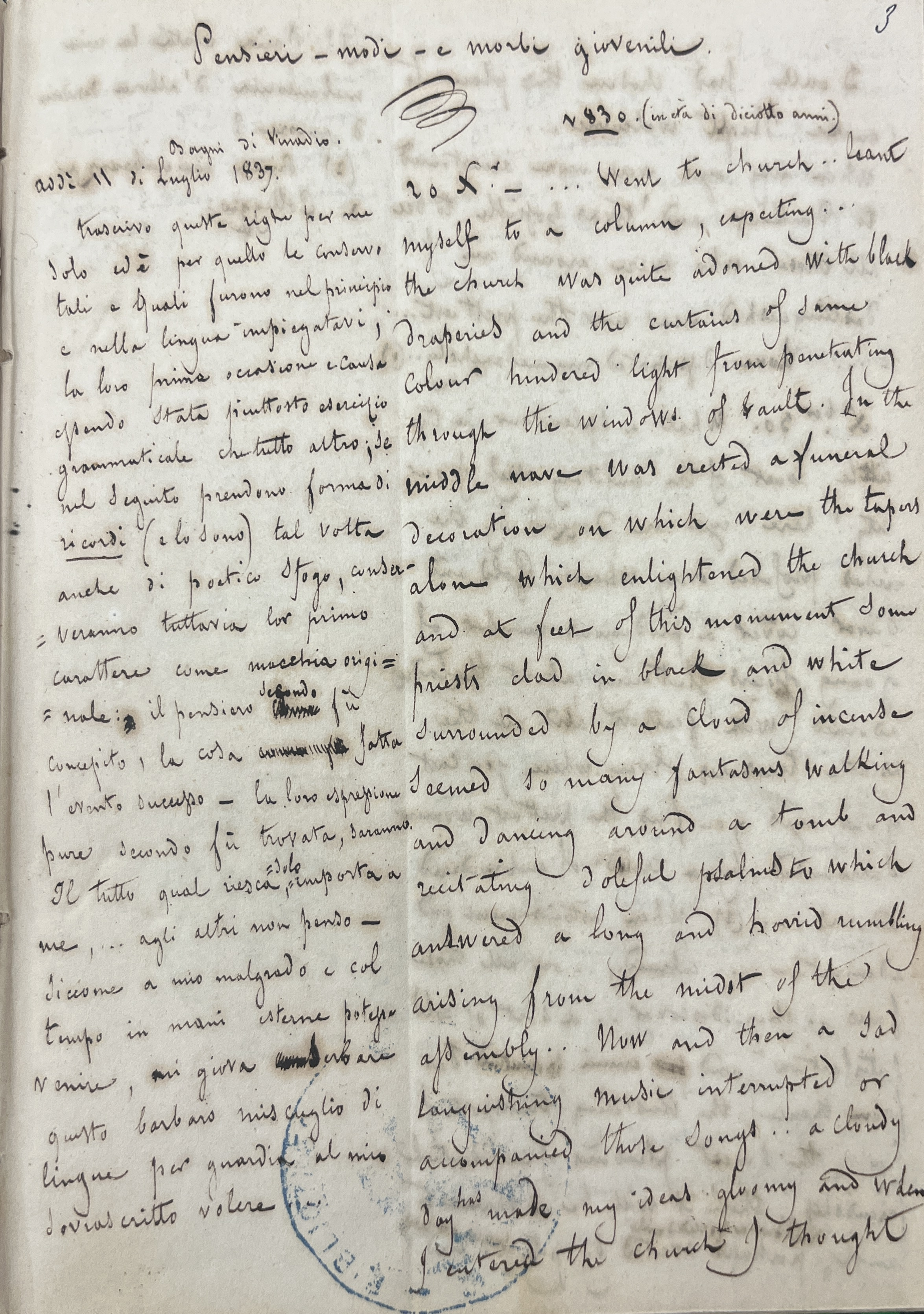
Extrait du Pensieri, modi e morbi giovenili, Auguste Carlone, 1837-1839, bibliothèque patrimoniale Romain-Gary, Nice, cote MS 87

À cela s’ajoutent diverses correspondances : familiale,  entre Auguste Carlone et des membres de sa famille notamment son frère Hippolyte ou des correspondances liées à ses fonctions représentatives comme par exemple une correspondance avec le consulat général de Gênes (1848-1858). Enfin des correspondances avec ou concernant des personnalités comme la correspondance concernant le sauvetage en mars 1862 de trois personnes dans le ravin de Montgros par SAR le prince Oscar de Suède, avec Louis Giger.

## Artiste
À la suite de son échec à la faculté de droit de Paris en 1832, Auguste Carlone décide de revenir à Nice et réalise ultérieurement de nombreux voyages en Italie notamment à Florence. Ces divers voyages qu’Auguste Carlone a entrepris font développer une passion pour le dessin. En effet, il apprécie grandement de réaliser une multitude de croquis, caricatures ainsi que des paysages de ce pays. Son côté artistique s’exprime au travers de dessins d’orage en montagne, ciels et vallées sombres mais également de personnes comme des enfants ou d’évènements comme la représentation de procession. Il décrit la peinture en ces termes :
« La peinture est l’art de conserver et de transmettre les émotions du cœur et de l’esprit à l’aspect de la nature. La représentation des objets est dans la peinture ce que l’expression des idées est dans le langage. Le tableau n’est point la nature, le mot n’est point une idée, tous les deux ne sont qu’une figure. Les hommes sont des intelligences qui ne communiquent entre elles que par le secours des sens. Le langage, la peinture, la musique ne sont que des moyens d’action que les hommes emploient les uns sur les autres. La peinture qui viserait à l’exacte reproduction des choses (lors même qu’elle serait possible) ignorerait l’essence de son art. En effet, il ne s’agit pas de conduire le spectateur devant le sujet même qui a fourni le tableau, mais bien de retracer une impression faite sur l’âme du peintre dans un moment donné.»
Cette passion le suivra toute sa vie et elle est renforcée à la fin de son existence au moment où il délaisse la politique et le journalisme pour se consacrer à des croquis comme nous pouvons l’observer avec les dessins suivants :

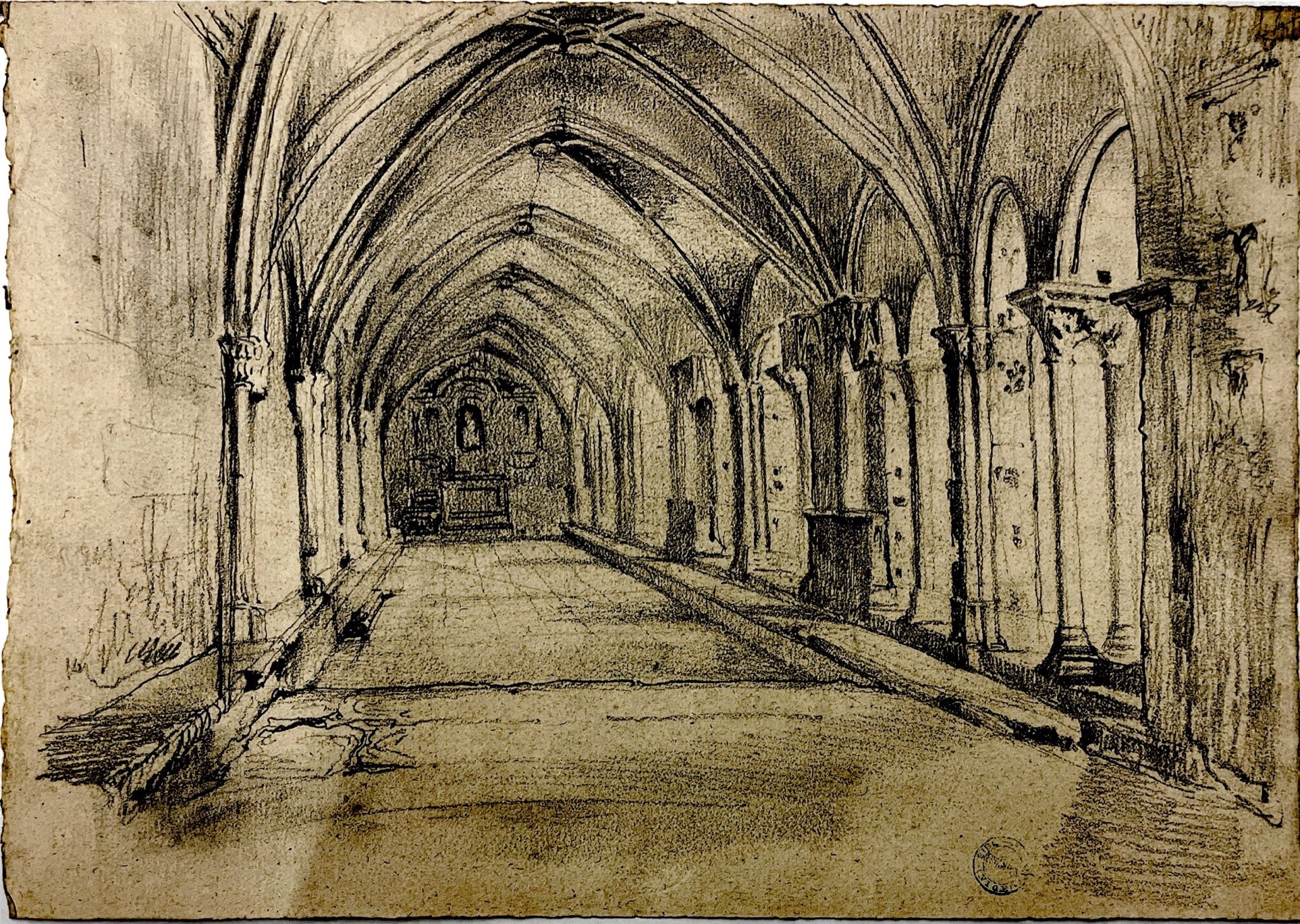
Dessin d'un cloître avec voûtes d'ogives, dessin aux crayons noir, Auguste Carlone, bibliothèque patrimoniale Romain-Gary, Nice, cote DES.561
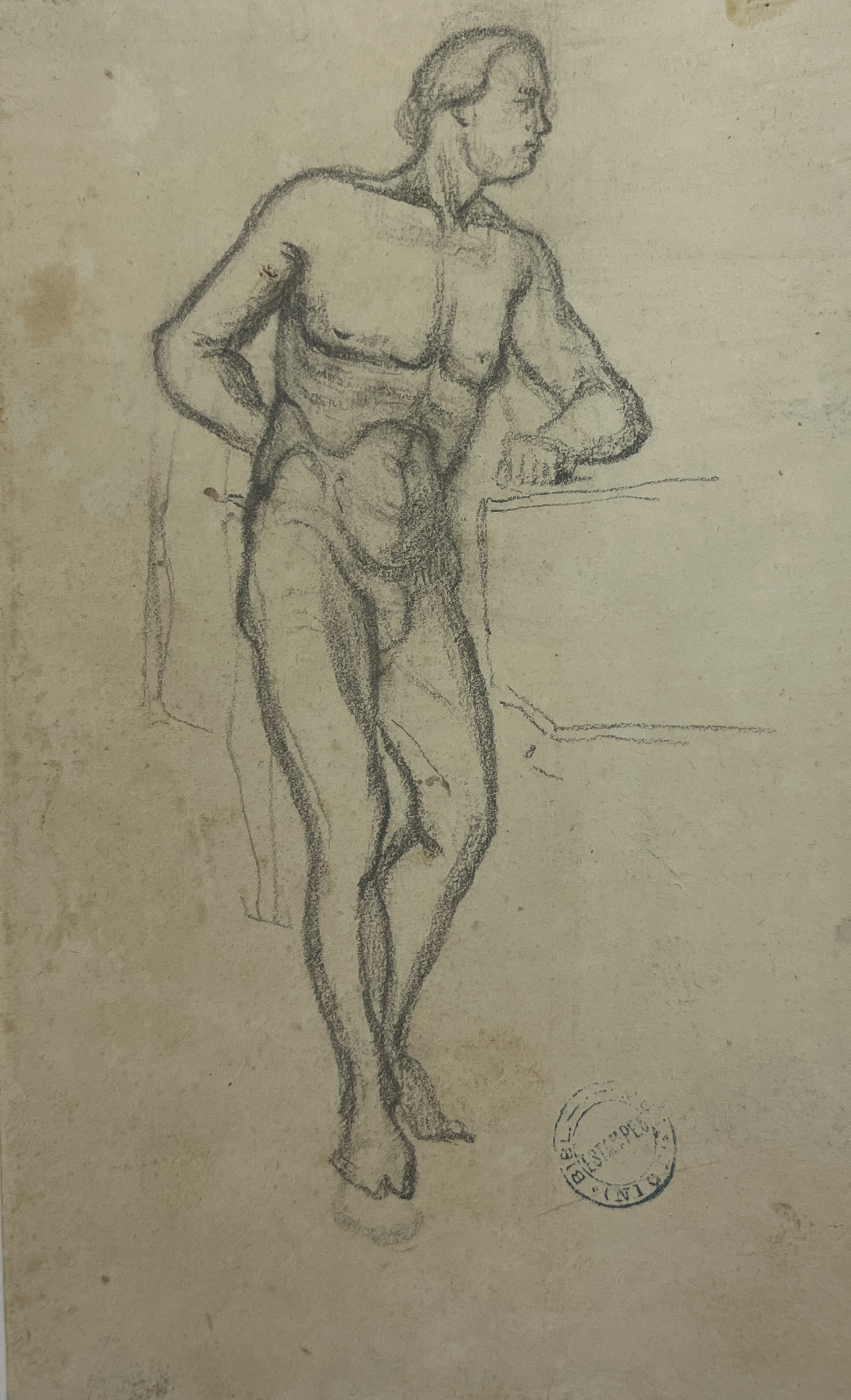
Croquis d'un personnage, Auguste Carlone, bibliothèque patrimoniale Romain-Gary, Nice, cote DES.584

Parmi l’ensemble des croquis d’Auguste Carlone, le genre de croquis qui ressort le plus est celui des paysages. Un tiers du fonds d’Auguste Carlone présent à la bibliothèque patrimoniale Romain-Gary à Nice (127) représente des croquis de paysages.

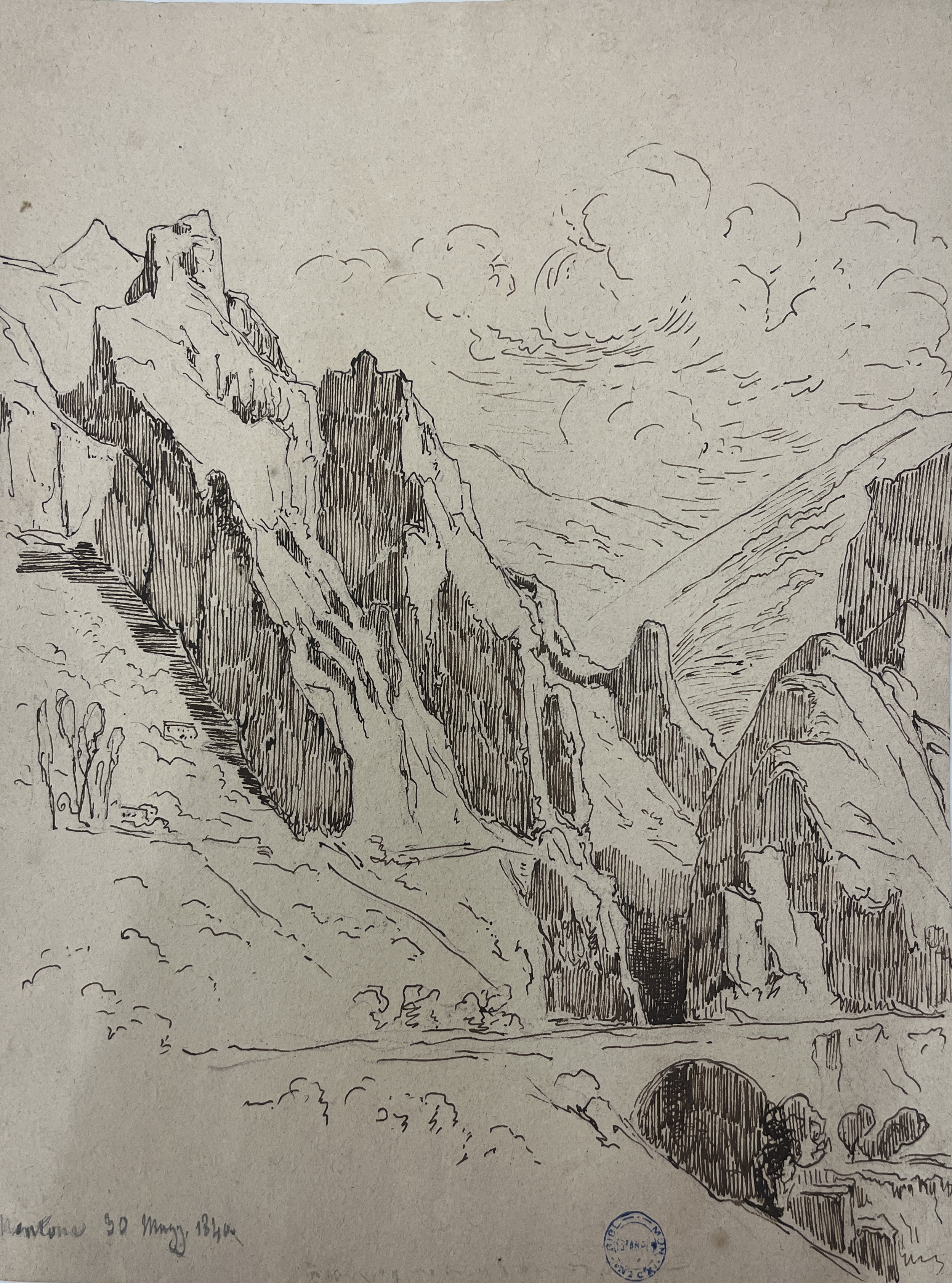
Croquis de Menton, vue depuis le pont Saint-Ludovic, Auguste Carlone, bibliothèque patrimoniale Romain-Gary, Nice, cote DES.443

Cette passion pour l’art l’amène à créer la Société des Amis des Arts de Nice en janvier 1851. Au sein de ce comité se trouve de nombreux amateurs d’arts tels que Léon Pillet ou encore Urbain Garin de Cocconato (avocat et peintre amateur). L’objectif de cette société est de permettre à des artistes peintres résidant à Nice, un lieu où ils peuvent exposer et vendre leurs œuvres. Néanmoins, le comité n’a pu organiser seulement que quatre expositions de 1851 à 1854, le succès n’étant pas au rendez-vous.

## Intérêt pour l’archéologie locale
Dans la continuité de sa recherche érudite, Auguste Carlone développe un vif intérêt pour l’archéologie locale. En effet, il préside en 1866 le Congrès archéologique qui se tient à Nice, de même que le Congrès scientifique de France. Il est à noter qu’il est également inspecteur de la Société française d’archéologie et membre de l’Institut des Provinces de France.
Lors de ce dernier, il réalise une intervention où il résume son Mémoire sur les trophées d’Auguste à la Turbie et les peuples alpines. Dans cet ouvrage, il suggérait une identification des peuples inscrits sur l’inscription mais également une rénovation du monument. De plus, il rédige de nombreuses études historiques portant sur l’archéologie locale notamment son ouvrage Du municipalisme dans l’ancien Comté de Nice datant de 1865 où il « présente la domination sarde comme un malheur absolu par rapport à son municipalisme dont la domination romaine constitue le modèle idéal, et dont la France est supposée être l’héritière ». Outre les présidences de certains congrès, l’implication d’Auguste Carlone dans ce domaine s’illustre par le biais de travaux particulièrement le relevé de 296 inscriptions qu’il donna à l’occasion du Congrès archéologique de France en 1867 sous le titre « Vestiges épigraphiques de la domination gréco-massaliote et de la domination romaine dans les Alpes-Maritimes ».

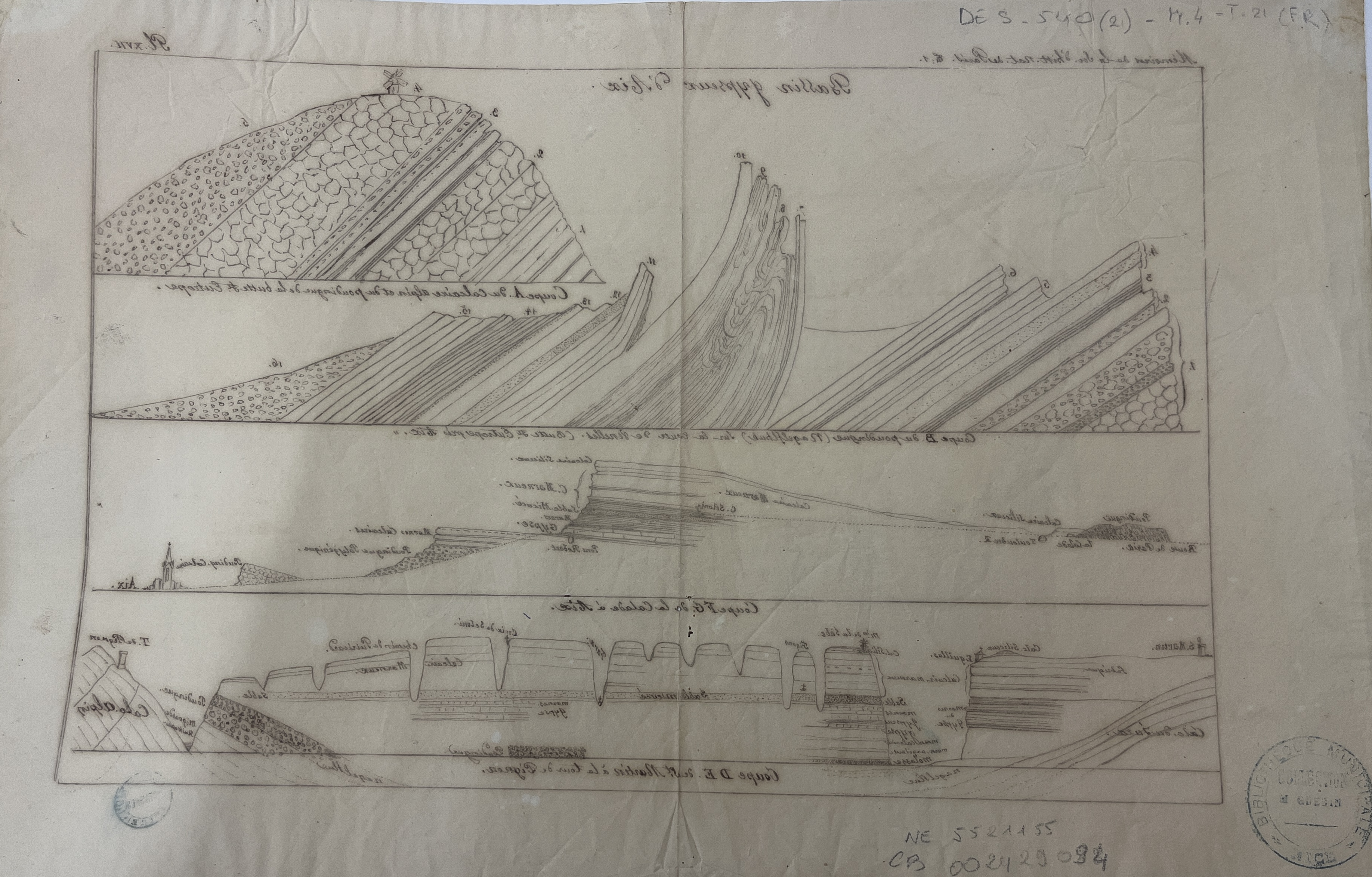
Planches élaborées pour les Mémoires de la Société d’histoire naturelle de Paris, Auguste Carlone (cote DES.540 (1 et 2), bibliothèque patrimoniale Romain-Gary, Nice)
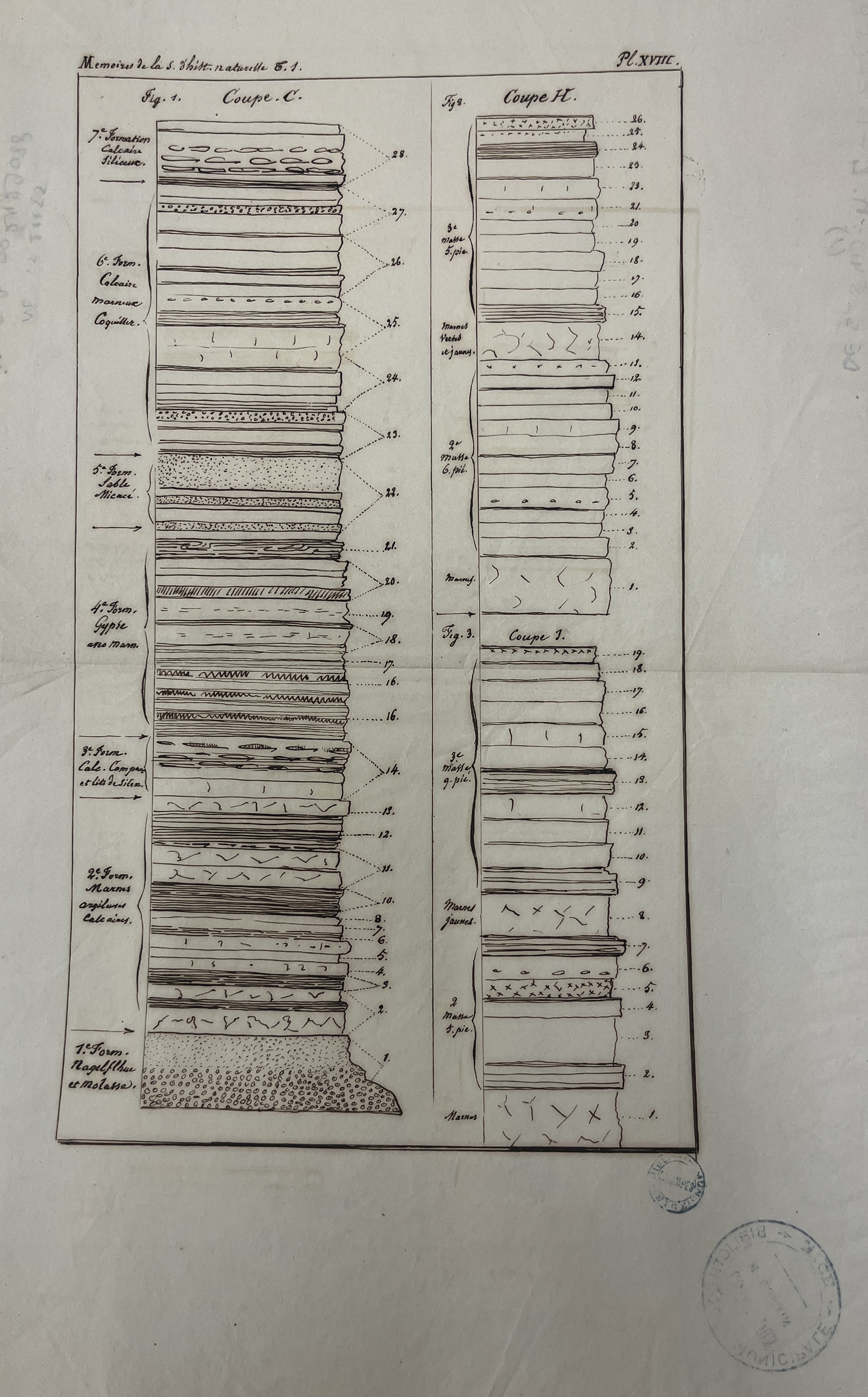
Planches élaborées pour les Mémoires de la Société d’histoire naturelle de Paris, Auguste Carlone (cote DES.540 (1 et 2), bibliothèque patrimoniale Romain-Gary, Nice)

## Décès et postérité de ses œuvres
Auguste Carlone décède le 11 mars 1873 d’un coup de froid au sein de sa villa située rue de France au cœur de sa ville natale. N’ayant pas d’enfants et n’étant pas marié, ses biens mobiliers et immobiliers sont répartis entre diverses personnes mentionnées dans son testament rédigé le 2 avril 1868 et nomme son ami François Brun comme son exécuteur testamentaire. Dans ce dernier, il est mentionné que sa mère devient l’usufruitière de tous ses biens et qu’au décès de celle-ci, la ville de Nice devient son héritière universelle sous certaines conditions. (Sa mère décède quelques jours après) En effet, le montant de la vente de ses biens seront capitalisés d’année en année jusqu'à atteindre la somme de deux millions. Cette somme est répartie de la manière suivante :
Une première moitié permet la construction d’un nouvel édifice, celle de la bibliothèque publique de la ville de Nice. L’autre moitié des deux millions forme un capital dont les revenus sont consacrés à l’acquisition d’œuvres de peintures, sculptures. Le testament stipule également que ses livres peuvent être lus sur place. En revanche, ils ne doivent pas être mélangés avec le fonds principal de la bibliothèque municipale.
Le campus de lettres, arts, sciences humaines et sciences sociales de l'Université Côte-d'Azur porte le nom d'Auguste-Carlone.
À présent, les documents administratifs et legs de Carlone ont été reversés aux Archives départementales des Alpes-Maritimes en mai 1989.